# Корентина
Корентина (на португалски: Correntina) е град и община в Бразилия, щат Баия, мезорегион Крайно западна Баия, микрорегион Санта Мария да Витория. Според Бразилския институт по география и статистика през 2010 г. общината има 31 259 жители.